# Gnathia barnardi
Gnathia barnardi is een pissebed uit de familie Gnathiidae. De wetenschappelijke naam van de soort is voor het eerst geldig gepubliceerd in 2002 door Smit & Basson.